# سیارک ۶۱۲۸
سیارک ۶۱۲۸ (به انگلیسی: 6128 Lasorda، نامگذاری:1989LA) شش هزار و صد و بیست و هشتمین سیارک کشف شده‌است که در ۳ ژوئن ۱۹۸۹ کشف شد.